# 모비데이즈
모비데이즈(영어: Mobidays Inc.)는 대한민국의 모바일 전문 마케팅 기업이다. 본사는 서울특별시 강남구 언주로417더 체크 타워에 위치해 있으며 대표이사는 유범령이다. 틱톡의 공식 파트너사이다.

## 투자
2024년 콘텐츠 상품 판매 플랫폼 업체인 코코다이브를 인수하였다

## 상장
2022년 6월 8일 하나금융17호 스팩과의 합병을 통해 코스닥 시장에 상장하였다.

## 같이 보기
- 모비커리어에듀
- 유비온

## 참고 문헌
1. ↑  안윤해, 36세 젊은 CEO, 상장 한 달 반 만에 1200억원대 주식 부호 됐다, 뉴스웨이, 2022년 7월 26일
2. ↑  김우람, 모비데이즈, 코코다이브 인수로 규모 확장…내실ㆍ시너지는 숙제로 - 이투데이, 2024년 3월 28일
3. ↑  전예진, 모바일 마케팅 강자 모비데이즈 6월 스팩 합병으로 코스닥 입성, 매거진한경, 2022년 5월 8